# Vrije Universiteit Brussel

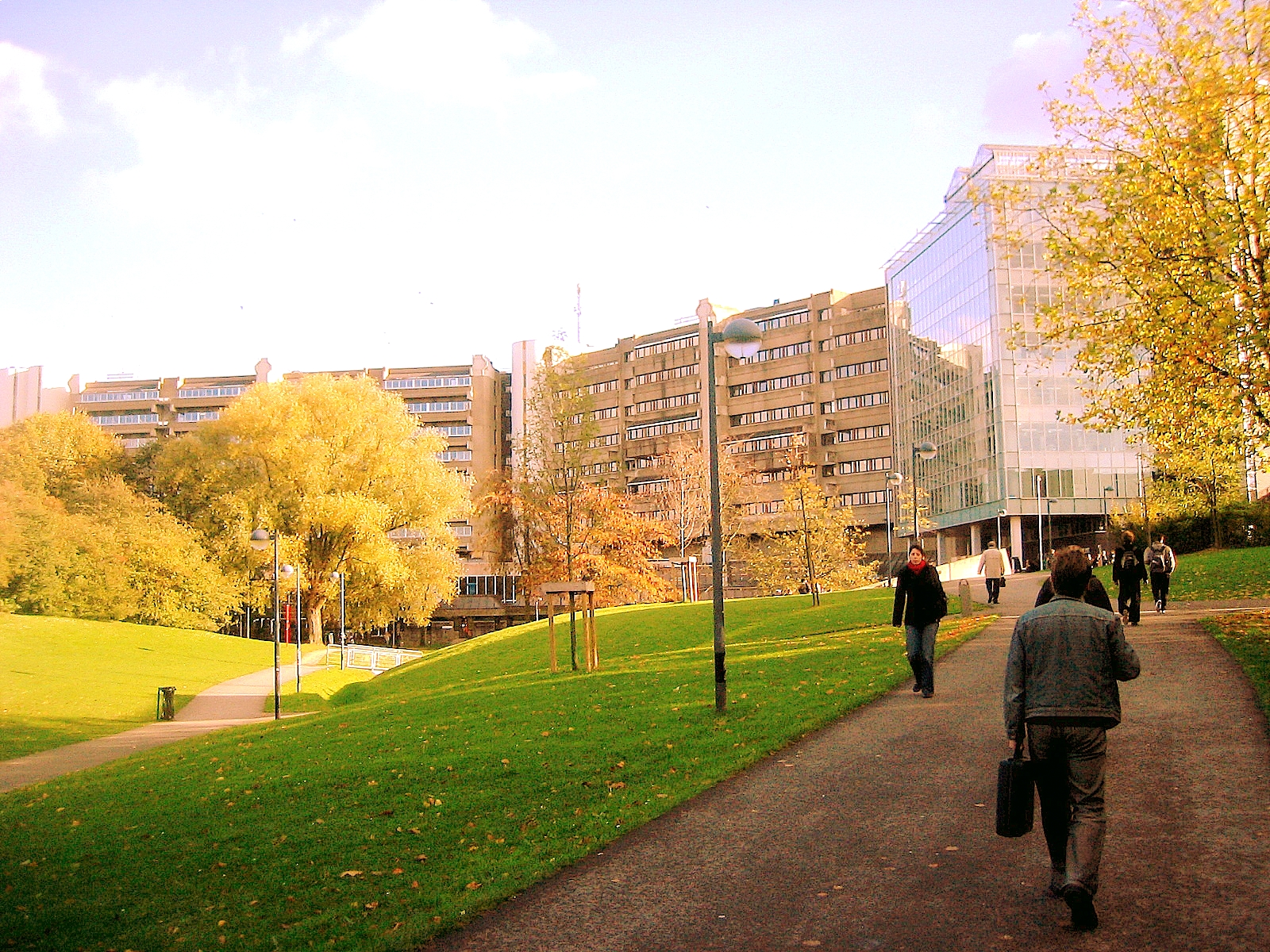
Campus de Etterbeek.

Vrije Universiteit Brussel (escuteⓘ) é uma universidade independente de língua holandesa localizada em Bruxelas, na Bélgica. Possui dois campi em Etterbeek e Jette. O nome da universidade é por vezes abreviado para "VUB" ou traduzido como "Universidade Livre de Bruxelas". No entanto, é uma política oficial da universidade não usar abreviaturas ou traduções para o seu nome oficial, por causa da possível confusão com outra universidade que tem o mesmo nome traduzido: a universidade francófona Université Libre de Bruxelles.
Na verdade, a Vrije Universiteit Brussel foi formada pela separação em 1970 da Université Libre de Bruxelles, que foi fundada em 1834 pelo advogado Pierre-Théodore Verhaegen. Ele queria estabelecer uma universidade independente do Estado e da igreja, onde a liberdade acadêmica fosse predominante. Isto é, ainda hoje, refletido no lema da universidade Scientia Vincere Tenebras, ou Ciência Vence as Trevas. Assim, a universidade é pluralista - é aberta à todos os alunos igualmente, independentemente da sua origem ideológica, política, cultural ou social - e é gerida através de estruturas democráticas, o que significa que todos os membros - de estudantes a professores - participam dos processos de tomada de decisão.
A universidade está organizada em oito faculdades que realizam as três missões centrais da instituição: ensino, pesquisa e serviço à comunidade. As faculdades abrangem uma ampla gama de áreas do conhecimento, incluindo as ciências naturais, arte e cultura clássicas, ciências biológicas, ciências sociais, ciências humanas e engenharias. A universidade oferece licenciatura, mestrado, doutorado e educação para cerca de oito mil alunos de graduação e mil de pós-graduação. Ela também é um instituto de pesquisa fortemente orientada, o que levou ao 204º lugar entre as universidades de todo o mundo. Os seus artigos de pesquisa são, em média, mais citados do que artigos de qualquer outra universidade flamenga.